# Albatros D.VI
Albatros D.VI – niemiecki dwupłatowy samolot myśliwski w układzie dwubelkowym zaprojektowany i zbudowany w niemieckiej wytwórni Albatros-Werke GmbH w Berlinie w trakcie pierwszej wojny światowej. Z powodu wypadku prototypu zaprzestano prac nad nim i maszyna nie weszła do produkcji seryjnej.

## Historia
W 1917 roku w zakładach Albatros-Werke GmbH zbudowano prototyp samolotu myśliwskiego w układzie dwubelkowym, napędzany silnikiem rzędowym Mercedes D.IIIa ze śmigłem pchającym. Maszyna wykonała pierwszy lot w lutym 1918 roku, uszkadzając przy lądowaniu podwozie. Samolotu nie naprawiono do maja 1918 roku, kiedy zarzucono nad nim prace z powodu zmiany priorytetów wytwórni. Silnik Mercedes D.IIIa wymontowano i zainstalowano w innym płatowcu.

## Opis konstrukcji i dane techniczne

Silnik Mercedes D.IIIa eksponowany w MLP w Krakowie

Albatros D.VI był jednosilnikowym, jednoosobowym dwupłatem myśliwskim z kadłubem w układzie dwubelkowym. Długość samolotu wynosiła 7,75 metra, a rozpiętość skrzydeł – 9,8 metra. Masa pustego płatowca wynosiła 638 kg, zaś masa startowa – 880 kg. Napęd stanowił chłodzony cieczą 6-cylindrowy silnik rzędowy Mercedes D.IIIa o mocy 128 kW (174 KM) przy 1400 obr./min, poruszający śmigłem pchającym.
Prototyp uzbrojony był w strzelające do przodu stałe działko Becker M2 kalibru 20 mm i stały karabin maszynowy LMG 08/15 kalibru 7,92 mm.